# Сили, Роберт
Ро́берт Уи́льям Ге́нри Си́ли, более известный как Боб Си́ли (англ. Robert William Henry Seely, род. в 1966 г.) — британский политик, член парламента Великобритании от острова Уайт с июня 2017 года по 30 мая 2024 года. Член Консервативной партии. С 2013 года является членом Совета острова Уайт.

## Ранние годы и карьера
В начале 1990-х четыре года работал в качестве стрингера для газеты «The Times», делая репортажи из Советского Союза, а впоследствии с территории бывшего СССР. После первой серии репортажей газета предложила Сили стать постоянным спецкором на территории СССР с 1990 по 1994 гг. В этот период писал репортажи из большинства союзных республик и новых стран бывшего СССР: России, Украины, Молдовы, Грузии, Азербайджана, Армении (включая Нагорный Карабах), Узбекистана и Таджикистана. В это время также посещал Балканский полуостров, включая Сараево и Косово. Также писал статьи для «The Spectator» и «The Sunday Times».
После этого служил в Британской армии, в том числе в Афганистане и Ираке. Получил благодарность за службу в Ираке в 2009 году. В 2016 году награжден военным Орденом Британской империи (англ. Military MBE).
Являлся научным сотрудником программы «Изменчивый характер войны» Оксфордского университета. Его научные статьи доступны онлайн. Время от времени пишет статьи на тему России и Украины, гибридной и неконвенциональной войны, а также новых форм войны. Его статьи публиковались в блоге военных исследований Королевского колледжа Лондона, блоге отделения политики Оксфордского университета, блоге социальных наук «The Washington Post» и журнале Королевского Объединенного института оборонных исследований. В одной из статей Сили предложено комплексное определение современной российской войны.
Также работал в главном офисе Консервативной партии в качестве советника Фрэнсиса Мода и Малкольма Рифкинда.
В 2017 году одержал победу на выборах в Парламент Великобритании от острова Уайт, набрав 38 190 голосов (51.3 %).
В 2019 году подписал «Открытое письмо против политических репрессий в России».

## Личная жизнь и история семьи
Сили проживает в городе Чиллертон, остров Уайт. Он родился в семье англичанина и немки. Образование получил в школах Арнольд-хаус (англ. Arnold House School) и Хэрроу. Несколько поколений его семьи принимали участие в политической жизни острова Уайт и других регионов страны. Двоюродный прадед Роберта Сили, генерал Джек Сили, был членом парламента Великобритании от острова Уайт с 1900 по 1906 год и с 1923 по 1924 года, а между сроками принимал участие в Первой мировой войне, в частности, сражался в битве при Морейл-Вуд на своём боевом коне по кличке Воин (англ. Warrior).
Дед Роберта Сили, Билли Сили, погиб во главе артиллерийского полка «Гусары Южного Ноттингемшира», отчаянно сражаясь в битве при Газале в Северной Африке в июне 1942 года. Утром в день уничтожения полка 6 июня 1942 года полк получил приказ бороться до последнего человека и патрона, для того чтобы обеспечить прикрытие отступающим британским войскам. Битва увенчалась успехом, но ценой уничтожения полка «Гусаров Южного Ноттингемшира» и ценой смертей, ранений и взятия в плен большого количества его воинов. В числе погибших оказался и подполковник Уильям «Билли» Сили, когда в его танк попал немецкий снаряд, за два часа до того, как позиции полка были захвачены и прозвучали последние выстрелы. Отчаянное сражение было увековечено в знаменитом портрете военного художника Теренса Кунео. Полк был реформирован лишь два года спустя для высадки в Нормандии. До своей гибели подполковник Сили был отмечен за доблесть, когда вёл своих людей на взятие нескольких тысяч итальянских пленных.
Мать-немка Роберта Сили выросла в нацистской Германии. Ее семья переехала во время войны в Краков, где её отец работал почтальоном. Бабушка Сили по материнской линии была убита в конце войны. Окончание войны застало семью в лагере для беженцев в Дрездене. Оттуда они переехали на территорию нынешней западной Германии. Позже Хельга переехала в Великобританию. Она умерла в 2015 году.